# Damir Grlić
Damir Grlić (ur. 14 sierpnia 1975 w Zagrzebiu) – chorwacki trener piłkarski i piłkarz występujący na pozycji środkowego obrońcy.